# Anouck Lepere
Anouck Lepere (13 de febrero de 1979 en Antwerp, Flandes) es una modelo belga.
Lepere estaba estudiando arquitectura en Antwerp, cuando fue persuadida por sus amigos Dries van Noten y Olivier Theyskens de intentar empezar una carrera en el modelaje. Empezó a desfilat en Paris en 2000 y en la actualidad tiene un contrato con IMG Models. También trabajó como modelo para Delvaux y los perfumes de Hugo Boss, "Woman" y "Deep Red", y con Steven Meisel, Mario Testino, Inez van Lamsweerde y Vinoodh Matadin. Lepere figuró en las portadas de Vogue, Harper's Bazaar, Marie Claire, y la Playboy francesa. Tiene su propia línea de joyería.